# Football en république démocratique du Congo

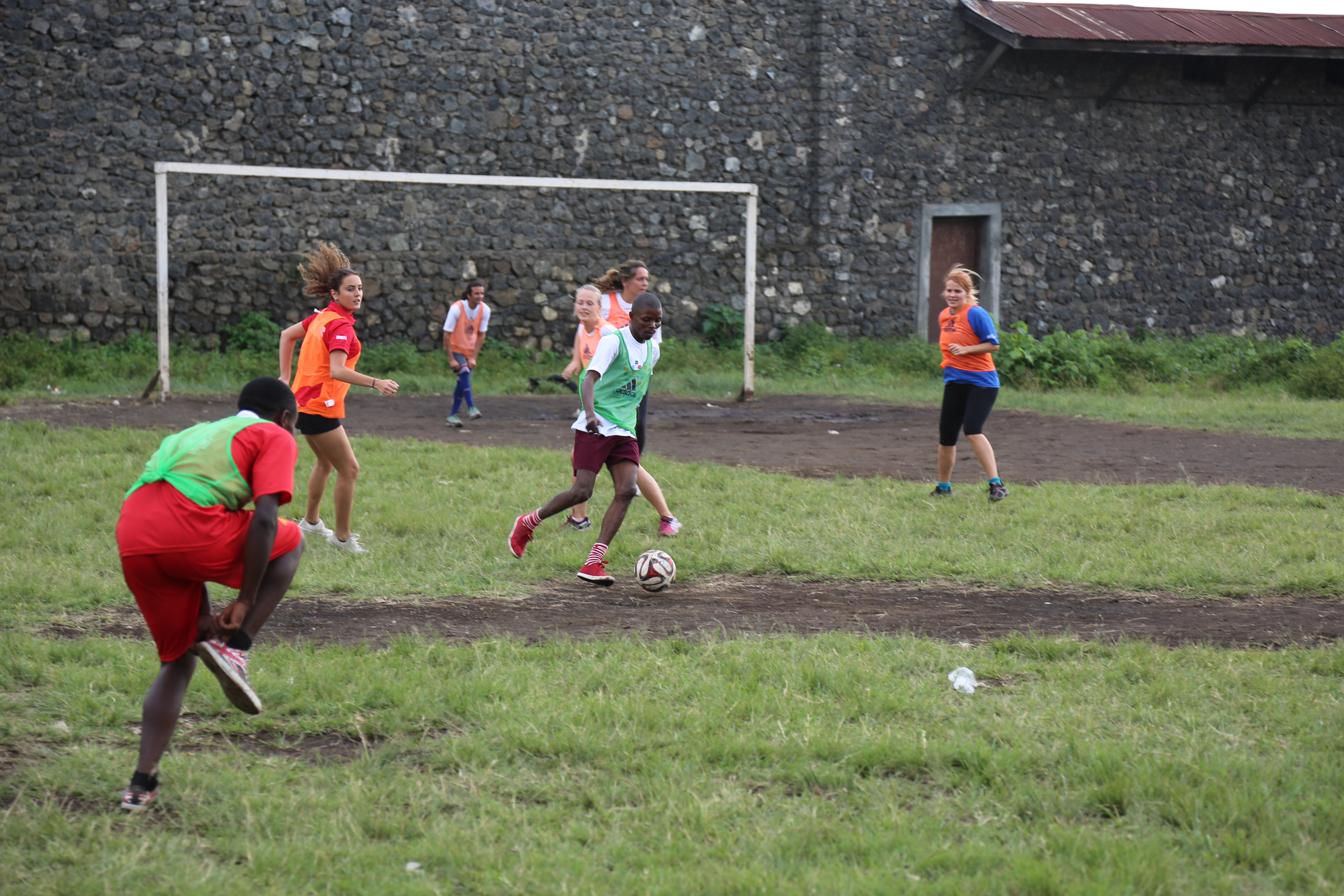
Match de Football se déroulant en République démocratique du Congo, 2015.

Le football en république démocratique du Congo est géré par la Fédération congolaise de football association, ou en sigle FECOFA, fondée le 7 avril 1919 par le père Raphaël de la Kethulle de Ryhove. Il s'agit du sport le plus pratiqué en république démocratique du Congo. L'équipe nationale de football a remporté la Coupe d'Afrique des Nations à deux reprises : en 1968 et 1974 sous l'ancien nom de la nation Zaïre. L'équipe nationale s'est qualifiée pour la Coupe du monde en 1974, leur seule apparition dans ce tournoi,.

## Histoire
Le football se dispute au début du XXe siècle avec des équipes scolaire tel que celles de l’athénée de Bukavu. Le premier club non scolaire est fondé en 1917 : l'Union de Léopoldville. La Fédération congolaise de football (FECOFA) est créée en 1919. Le Championnat de Léopoldville est la première compétition. Elle se tient en 1918 à Léopoldville et FC Constermans remporte le trophée. La première épreuve à caractère national est le Championnat du Congo belge 1957-1958.
Le professionnalisme est autorisé vers les années 1950 et le premier championnat se dispute en 1958. La Fédération congolaise tient un rôle prépondérant dans cette évolution. La création du championnat (Ligue) n'est pas le fait de la Fédération mais une initiative des clubs cherchant à présenter un calendrier stable et cohérent. Ce premier championnat est professionnel, et se joue comme une coupe avec des huitièmes de finales jusqu’en finale. La première rencontre de l'équipe de la RDC a lieu en 1948 contre l'équipe de Rhodésie du Sud de football. À partir des années 1970, des hommes d’affaires et politiciens rachètent les principaux clubs de la RDC ou postule pour être à la tête de ces clubs. La première division congolaise quitte la fédération nationale en 1990 : elle est entièrement privatisée et rebaptisée Linafoot.

### Football national
Au niveau des clubs, lors de la Coupe du monde des clubs de la FIFA 2010, le TP Mazembe est entré dans l'histoire en tant que premier club africain à atteindre une finale de tournoi de la FIFA, battant les champions de la Copa Libertadores, le SC Internacional en demi-finale et perdant face aux Champions d'Europe Internazionale en finale,,,.

### Football international
Bien que la RD Congo ait connu un succès international limité depuis la fin des années 1970, de nombreux joueurs d'origine congolaise ont joué professionnellement en Europe, notamment Romelu Lukaku, Aaron Wan-Bissaka, Jonathan Ikoné, Michy Batshuayi, Youri Tielemans, Steve Mandanda, Tanguy Ndombele, Christian Benteke., Elio Capradossi, Sara Gama, Axel Tuanzebe, Isaac Kiese Thelin, José Bosingwa et Denis Zakaria.
Dans les compétitions internationales, la RD Congo ne s'est qualifiée que pour trois tournois de la FIFA, la Coupe du Monde de la FIFA 1974 pour l'équipe masculine senior et les Coupes du Monde Féminines U-20 de la FIFA 2006 et 2008.

## Organisation
De 1964 à 1968, le championnat n'existait pas et tous les résultats de la coupe étaient enregistrés comme championnats de même de 1971 jusqu'en 1978, le président Mobutu utilise le football comme moyen pour gagner le cœur de la population et fait de son mieux pour rendre le football quotidien dans le pays, il réorganise alors les choses en séparant les deux compétitions, cela dure pendant deux ans avant la création du Challenge Papa Kalala. Cette compétition tient son nom en l’honneur de François Kalala, un des collaborateurs de Tata Raphaël et fondateur de l’équipe de l’AS Dragons de Kinshasa, cette compétition est organisée de 1982 jusqu'en 1989 et en 1985 le pays organise la coupe du Zaïre comme compétition majeur du pays et le challenge papa Kalala comme la seconde.
Un championnat jouer différemment de la coupe se joue en 1990 et 1991 organiser par la Linafoot, à la suite de problèmes d'organisation en 1992 il n'y avait que la coupe qui a été organiser par le FEZAFA et de 1993 à 1999 la coupe national était la première compétition du pays et envoyer le vainqueur en Coupe des clubs champions africains, le finaliste va en Coupe de la CAF et le vainqueur de la nouvelle compétition qui est la coupe de l'indépendance va à la Coupe d'Afrique des vainqueurs de coupe de football. En 2000, le championnat est réorganisé et la coupe aussi alors la coupe de l'indépendance est dissoute, cette situation est provisoire car en 2001 la coupe disparaît encore et la fédération crée la coupe de la FECOFA pour combler le vide des compétitions et en 2003 après restructuration de la coupe national, la coupe de la FECOFA fut dissoute jusqu'à aujourd'hui.

### Championnats féminins
En 2012 est créé un championnat semi-professionnel, la Linaff.
| De   | À    | Niveau I                                           | Niveau II             |
| ---- | ---- | -------------------------------------------------- | --------------------- |
| -    | 2005 | Coupe du Congo (première édition non-scolaire) (3) |                       |
| 2008 | 2012 | Tournoi des provinces (8)                          | Championnat régionaux |
| 2012 | ...  | Coupe du Congo (9—16)                              | Championnat regionaux |

- Championnat semi-professionnel
- Championnat amateur

### Championnats masculins
| De        | À         | Niveau I                                                 | Niveau II              | Niveau III             |
| --------- | --------- | -------------------------------------------------------- | ---------------------- | ---------------------- |
| 1957-1958 | 1989-1990 | Coupe du Congo (1971-1990 Coupe du Zaïre) (de 2 puis 16) | Championnats régionaux |                        |
| 1990      | 1992      | Linafoot (20)                                            | Championnats régionaux |                        |
| 1992-1993 | 1999      | Inexistant                                               | Championnats régionaux |                        |
| 1999      | 2010      | Linafoot (16—28)                                         | Championnats régionaux |                        |
| 2010      | 2014      | Vodacom Ligue 1 (20—28)                                  | Championnats régionaux |                        |
| 2014-2015 | 2016-2017 | Linafoot (28)                                            | Championnats régionaux |                        |
| 2017-2018 | 2018-2019 | Vodacom Ligue 1 (28 puis 20)                             | Championnats régionaux |                        |
| 2018-2019 | 2021-2022 | Vodacom Ligue 1 (28 puis 20)                             | Ligue 2 (30—38)        | Championnats régionaux |
| 2022-2023 | 2023-2024 | Linafoot Ligue 1 (20)                                    | Ligue 2 (30—38)        | Championnats régionaux |
| 2024-2025 | ...       | Illicocash Ligue 1 (25)                                  | Ligue 2 (62)           | Championnats régionaux |

- Linafoot (professionnel) et semi-professionnel
- FECOFA (amateur)

## Stades
| #  | Stade                        | Ville      | Capacité | Équipe(s) à domicile                                        | Notes                                                                     |
| -- | ---------------------------- | ---------- | -------- | ----------------------------------------------------------- | ------------------------------------------------------------------------- |
| 1  | Stade des Martyrs            | Kinshasa   | 80 000   | Équipe nationale                                            |                                                                           |
| 2  | Stade Tata Raphaël           | Kinshasa   | 50 000   | -                                                           |                                                                           |
| 3  | Stade Cardinal-Malula        | Kinshasa   | 24 000   | -                                                           | Le stade ne répond pas aux normes pour y jouer des matchs professionnels. |
| 4  | Stade Kashala Bonzola        | Mbujimayi  | 23 000   | SM Sanga Balende                                            |                                                                           |
| 5  | Stade Joseph-Kabila          | Kindu      | 22 000   | AS Maniema Union                                            |                                                                           |
| 6  | Stade Frédéric-Kibasa-Maliba | Lubumbashi | 20 000   | FC Saint-Éloi Lupopo, JS Groupe Bazano, FC Lubumbashi Sport |                                                                           |
| 7  | Stade TP Mazembe             | Lubumbashi | 18 500   | TP Mazembe, CS Don Bosco                                    |                                                                           |
| 8  | Stade de la Concorde         | Bukavu     | 16 000   | OC Bukavu dawa, OC Muungano                                 |                                                                           |
| 9  | Stade de l'Unité             | Goma       | 15 000   | DC Virunga                                                  |                                                                           |
| 10 | Stade des Jeunes             | Kananga    | 10 000   | US Tshinkunku                                               |                                                                           |
| 11 | Stade Lumumba                | Kisangani  | 10 000   | AS Nika                                                     |                                                                           |
| 12 | Stade des Volcans            | Goma       | 5 000    | AS Dauphins Noirs                                           | Le stade ne répond pas aux normes pour y jouer des matchs professionnels. |
| 13 | Stade Bakusu                 | Mbandaka   | 1 500    | TP Molunge                                                  | Le stade ne répond pas aux normes pour y jouer des matchs professionnels. |